# Oligaphorura groenlandica
Oligaphorura groenlandica är en urinsektsart som först beskrevs av Tycho Fredrik Hugo Tullberg 1876.  Oligaphorura groenlandica ingår i släktet Oligaphorura, och familjen blekhoppstjärtar. Arten är reproducerande i Sverige.